# Magnetoidrodinamica

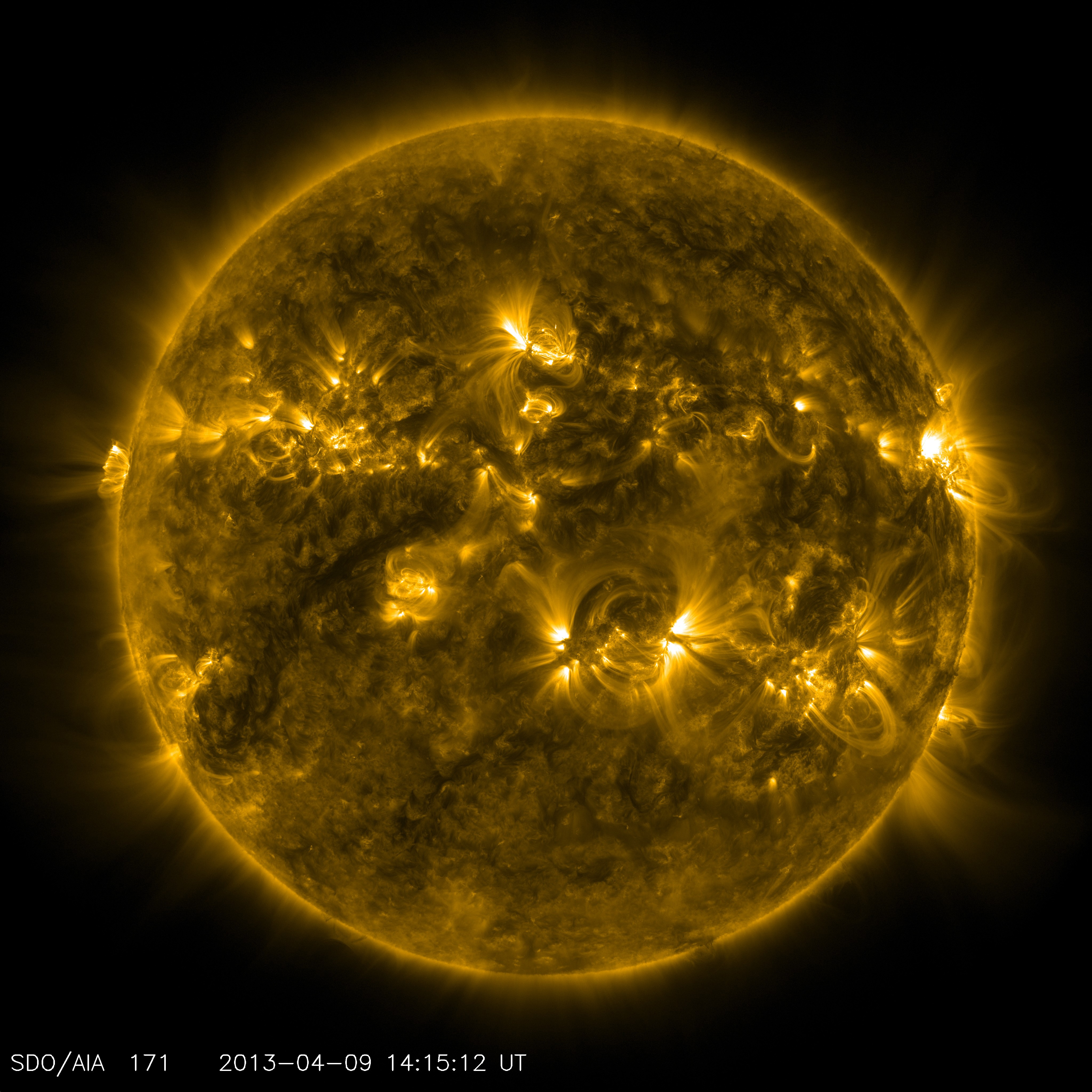
Moti convettivi sulla superficie del sole

La magnetoidrodinamica o magnetofluidodinamica o idromagnetismo (anche abbreviata MHD da magnetohydrodynamics), è la disciplina che studia la dinamica dei fluidi elettricamente conduttori. Tra questi si annoverano i plasmi, i metalli liquidi, e l'acqua marina. La parola magnetoidrodinamica deriva da magneto- (riferita al campo magnetico), idro- (riferita all'acqua, ma in questo caso generalizzata a tutti i fluidi) e dinamica (che significa movimento).

## Storia
Il termine di magnetoidrodinamica fu utilizzato la prima volta da Hannes Alfvén, che per questi studi ricevette il premio Nobel nel 1970.
Importanti contributi furono dati dal fisico russo Stanislav Braginskij negli anni sessanta.

## Modelli matematici

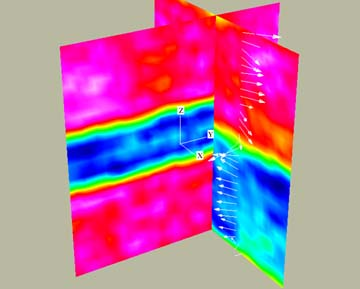
Simulazione magnetoidrodinamica del vento solare

L'insieme di equazioni che descrivono la magnetoidrodinamica è una combinazione delle equazioni di Navier-Stokes, dalla fluidodinamica, e le equazioni di Maxwell, dall'elettromagnetismo. Queste equazioni differenziali devono essere risolte simultaneamente. Questo compito è impossibile da condurre simbolicamente, tranne che nei casi più semplici. Per i problemi più realistici, si cercano soluzioni numeriche tramite l'uso di supercomputer. Poiché la magnetoidrodinamica tratta corpi continui, non può trattare fenomeni cinetici, ad esempio quelli per cui è importante l'esistenza di particelle discrete, o di una distribuzione non termica delle loro velocità.
Tuttavia, è possibile una deduzione rigorosa delle equazioni della magnetoidrodinamica a partire dai principi primi, cioè dell'equazione cinetica per un insieme di ioni ed elettroni immersi in un campo magnetico, introducendo poi le ipotesi opportune sulle collisioni fra le particelle, che permettono di passare dai moti microscopici alle variabili fluide macroscopiche: questo problema è stato affrontato in modo rigoroso dal fisico russo Stanislav Braginskij negli anni intorno al 1960. In termini molto semplici, la magnetoidrodinamica richiede che la frequenza di collisioni fra le particelle sia abbastanza elevata da permettere il raggiungimento di una distribuzione di Maxwell per le particelle componenti il fluido o il plasma.

### Magnetoidrodinamica ideale
L'approssimazione più comune della magnetoidrodinamica è di assumere che il fluido sia un conduttore elettricamente perfetto e cioè abbia una conducibilità elettrica {\displaystyle \sigma \rightarrow \infty } per cui le equazioni di Maxwell si riducano esattamente a quelle della magnetostatica, potendo trascurare il campo elettrico; questa semplificazione porta alla magnetoidrodinamica ideale:
{\displaystyle {\frac {\partial \mathbf {B} }{\partial t}}=\nabla \times (\mathbf {v} \times \mathbf {B} )\,}
Per l'insieme completo di equazioni della magnetoidrodinamica ideale bisogna quindi aggiungere due equazioni: la legge di conservazione della massa,
{\displaystyle {\frac {\partial \rho }{\partial t}}+\nabla \cdot (\rho \mathbf {v} )=0\,}
e l'equazione del moto di Newton,
{\displaystyle \rho {\frac {\partial \mathbf {v} }{\partial t}}+\rho (\mathbf {v} \cdot \nabla )\mathbf {v} =\mathbf {J} \times \mathbf {B} -\nabla p\,}
in cui al secondo membro compaiono la forza elettromagnetica e pressione meccanica.
Nel regime ideale la magnetoidrodinamica impone che le linee di campo magnetico non possano muoversi attraverso il fluido, rimanendo legate alle stesse zone di fluido a tutti i tempi: questo risultato prende il nome di Teorema di Alfvén, che è un analogo fluido della legge di Lenz. Sotto queste condizioni la maggior parte delle correnti elettriche tendono ad essere compresse in zone sottili, quasi bidimensionali, chiamate current sheets (letteralmente lamine di corrente). Questo ha l'effetto di dividere il fluido in domini magnetici, ognuno dei quali possiede una piccola corrente elettrica nella direzione delle linee di campo.
La connessione tra le linee di campo magnetico ed il fluido in regime ideale fissa la topologia del campo magnetico nel fluido; ad esempio, se un numero di linee di campo sono "annodate", esse rimarranno tali finché il fluido continuerà a mantenere una resistività trascurabile. La difficoltà di rompere le linee di campo per riconnetterle in un modo diverso fa sì che il plasma possa accumulare una grande quantità di energia magnetica, sotto forma di velocità fluida che scorre nel sistema. Questa energia può essere resa disponibile se le condizioni della magnetoidrodinamica ideale vengono meno, dando origine ai fenomeni noti come riconnessione magnetica.

### Magnetoidrodinamica ideale all'equilibrio
In condizioni di equilibrio vi è un'ulteriore semplificazione, ottenuta eliminando nelle equazioni le derivate temporali. Si ottengono in questo modo le equazioni della magnetoidrodinamica ideale all'equilibrio:
{\displaystyle \qquad \nabla p=\mathbf {J} \times \mathbf {B} \ }
{\displaystyle \qquad \nabla \times \mathbf {B} =\mu \mathbf {J} \ }
{\displaystyle \qquad \nabla \cdot \mathbf {B} =0\ }
Tali equazioni non contengono più la velocità fluida, ma sono le correnti, i campi magnetici, e la pressione del fluido. In generale, un fluido conduttore o un plasma sono in equilibrio se le correnti e i campi magnetici bilanciano la pressione interna del fluido, che tende ad espandere il fluido stesso. In particolare, la prima equazione mostra che le superfici isobare (cioè, a pressione costante) sono superfici a flusso magnetico costante, ovvero sono superfici di flusso.
Con tali equazioni si possono analizzare, ad esempio, i dispositivi di confinamento magnetico, utilizzati in particolare negli acceleratori di particelle e nell'ambito della fusione nucleare.

### Limiti della magnetoidrodinamica ideale
Dal momento che il plasma, pur essendo un buon conduttore elettrico, non è un conduttore perfetto, il campo magnetico non è perfettamente congelato, ma può muoversi seguendo una legge di diffusione, dove la resistività del plasma gioca il ruolo di un coefficiente di diffusione, infatti, combinando: la legge di Ohm con {\displaystyle \mathbf {v} =0},
la legge di induzione magnetica:
{\displaystyle -{\frac {\partial \mathbf {B} }{\partial t}}=\nabla \times \mathbf {E} }
e la legge di Ampère:
{\displaystyle \nabla \times \mathbf {B} =\mu \mathbf {J} }
si ottiene:
{\displaystyle -{\frac {\partial \mathbf {B} }{\partial t}}={\frac {1}{\sigma \mu }}\nabla \times \nabla \times \mathbf {B} =-{\mathcal {D}}_{B}\,\nabla ^{2}\mathbf {B} \,.}
che è un'equazione della diffusione con diffusività magnetica {\displaystyle {\mathcal {D}}_{B}={\frac {1}{\mu \sigma }}}. Il tempo {\displaystyle \tau _{B}={\frac {L^{2}}{{\mathcal {D}}_{B}}}}, dove L rappresenta la dimensione tipica del sistema, svolge un ruolo fondamentale nel caratterizzare i plasmi magnetizzati, ed è noto come tempo di diffusione magnetica o semplicemente tempo resistivo. Le equazioni della magnetoidrodinamica ideale sono valide quindi su tempi piccoli rispetto a {\displaystyle \tau _{B}}. Di solito questi tempi sono molto lunghi, per cui la magnetoidrodinamica ideale mantiene la sua validità: siccome però la definizione del tempo resistivo implica anche una distanza spaziale, questo significa che su distanze piccole la magnetoidrodinamica ideale può venire meno più facilmente che su distanze grandi. Spesso infatti in piccoli spessori di plasma, dette resistive layers ("strati resistivi"), {\displaystyle \tau _{R}} risulta essere troppo piccolo perché la magnetoidrodinamica ideale funzioni.
Nonostante queste regioni siano veramente piccole, esse nondimeno sono sufficienti alla formazione di instabilità note come instabilità tearing, che riescono a rompere e riconnettere le linee di campo magnetico, e quindi a violare le condizioni restrittive sulla topologia che la magnetoidrodinamica ideale normalmente impone.
I fenomeni di riconnessione legati alle instabilità di tipo tearing sono normalmente molto distruttivi, perché implicano il rilascio dell'energia magnetica precedentemente accumulata nella configurazione topologica antecedente alla riconnessione: ne sono un esempio i brillamenti (o flare) solari.

## Applicazioni

### Geofisica
Il nucleo fluido della Terra e di altri pianeti è ritenuto produrre, tramite meccanismi interpretabili all'interno della magnetoidrodinamica, il campo magnetico terrestre su tempi molto più lunghi del tempo di diffusione resistiva. Questi fenomeni sono noti come dinamo, in analogia alla dinamo in elettrotecnica.
Fenomeni simili alla dinamo sono ritenuti essere molto importanti anche per la dinamica soggiacente alla formazione delle aurore.

### Astrofisica
La magnetoidrodinamica si applica con una certa facilità in astrofisica, dato che il 99% della materia barionica nell'Universo è costituita da plasma, fra cui le stelle, il mezzo interplanetario (cioè, la regione di spazio fra un pianeta e l'altro), lo spazio interstellare, le nebulose, ed i getti relativistici.
Le macchie solari sono causate dai campi magnetici del sole, come fu teorizzato da Joseph Larmor nel 1919. Il vento solare è pure un tipo di plasma governato dalla magnetoidrodinamica.
Il cadere della magnetoidrodinamica ideale, nella forma di riconnessione magnetica, è alla base della formazione dei brillamenti o flare, le più grandi esplosioni nel sistema solare. Il campo magnetico in una regione solare attiva, corrispondente a una macchia, è responsabile di fenomeni ciclici di riconnessione, accumulando e liberando energia sotto forma di raggi X, radiazione, e rilascio di particelle che formano il vento solare.

### Ingegneria e fisica della fusione nucleare controllata
La magnetoidrodinamica è uno strumento essenziale per potere descrivere i complessi meccanismi che regolano l'equilibrio e la stabilità dei dispositivi di confinamento magnetico all'interno della fusione termonucleare controllata. Questi dispositivi sono un laboratorio unico dove testare modelli interpretativi, poi utilizzati anche in altri ambiti (come l'astrofisica e la geofisica). In modo molto simile al sole, fenomeni in cui la magnetoidrodinamica ideale viene meno, cioè i fenomeni di riconnessione magnetica, sono fondamentali nel determinare le proprietà di trasporto nei plasmi magnetizzati per la fusione.

### Propulsione magnetoidrodinamica nella fiction
La propulsione magnetoidrodinamica è citata nel romanzo La grande fuga dell'Ottobre Rosso di Tom Clancy (e nel film tratto dal libro).
Inoltre, in tutti i libri di Clive Cussler riguardanti la nave Oregon della Corporation, tale sistema viene spesso enfatizzato dato che tale imbarcazione è appunto propulsa con questa tecnologia. In realtà la prima apparizione della propulsione magnetoidrodinamica nei libri di Cussler è nel libro "Walhalla", con protagonista Dirk Pitt (il personaggio chiave che ha fatto la fortuna dei libri di Cussler), dove era il sistema di propulsione della nave da crociera Emerald Dolphin. Tralasciando le vicende narrative specifiche del romanzo, Cussler ha poi utilizzato permanentemente questa tecnologia propulsiva nello spin-off narrativo dedicato appunto alla "Oregon" della Corporation (la serie dedicata a Cabrillo).